# نسرین نصرتی
نسرین نصرتی  (زادهٔ ۲۰ شهریور ۱۳۵۵) بازیگر تئاتر، سینما و تلویزیون ایرانی است. وی در سال ۱۳۸۲ با فیلم شهر زیبا به کارگردانی اصغر فرهادی فعالیت خود را در سینما آغاز کرد. نصرتی در سال ۱۳۸۳ با بازی در سریال روشنی‌های شهر (۱۳۸۳) به کارگردانی مسعود کرامتی به‌ صورت حرفه‌ای وارد عرصهٔ تلویزیون شد. او بیشتر برای ایفای نقش فهیمه معمولی در مجموعه تلویزیونی پایتخت (۱۳۹۲–۱۴۰۴) شهرت دارد.

## شروع بازیگری

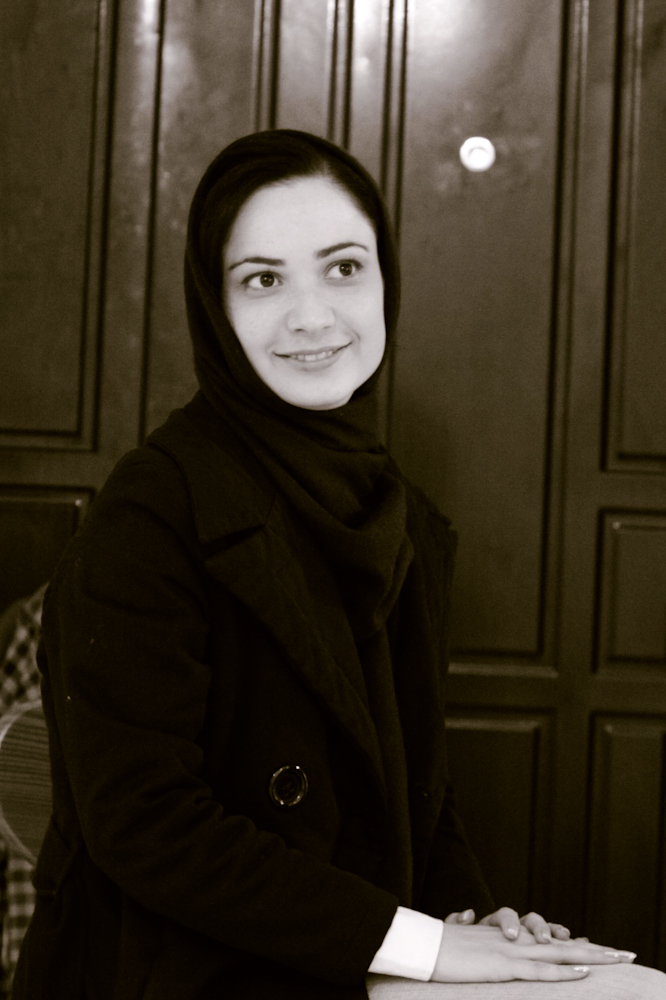
نصرتی در آذر ۱۳۸۸

حضور نسرین نصرتی در عرصهٔ بازیگری به‌ صورت کاملاً اتفاقی صورت گرفت؛ او به‌ پیشنهاد یکی از دوستانش از سال ۸۰ به‌ عنوان منشی صحنه وارد تئاتر شد؛ در یکی از روزها در نبود بازیگر آن نقش، به‌ جای وی بازی کرد و مورد استقبال قرار گرفت و به دنبال آن، برای بازی در یک نمایش از او دعوت شد که این دعوت باعث شد سرنوشت او طور دیگری رقم بخورد.بعد از چندین سال تست دادن، و سپس نقش های کوتاه در چند سریال، در نقش مکمل دو سریال خداوند عشق را آفرید و معصومه بازی کرد. در نهایت در دفتر بازیگری سیروس الوند با انتخاب دستیار وی برزو نیک‌نژاد به سریال تا ثریا سیروس مقدم در سال ۱۳۹۰ معرفی شد و در اولین نقش بسیار دیده شده بازی کرد. نسرین نصرتی با بازی در نقش فهیمه معمولی در سریال پایتخت به شدت محبوب شد و به شهرت رسید، حضور وی از فصل دوم این مجموعه شروع شد و تا آخرین فصل ادامه دارد.

## فیلم‌ شناسی

### سینما
| سال  | نام فیلم        | کارگردان       |
| ---- | --------------- | -------------- |
| ۱۳۸۲ | شهر زیبا        | اصغر فرهادی    |
| ۱۳۸۶ | حکمت پنهان      | مجید تربتی‌فرد  |
| ۱۳۸۶ | زخم شانه حوا    | حسین قناعت     |
| ۱۳۸۷ | پانزده و یک روز | گلچهره دامغانی |
| ۱۳۹۰ | سیب سنجد سمنو   | فریدون فرهودی  |
| ۱۳۹۴ | محمد رسول‌الله   | مجید مجیدی     |
| ۱۳۹۷ | مأموریت غیرممکن | یعقوب غفاری    |
| ۱۴۰۱ | قلهک            | مصطفی شایسته   |

### مجموعه تلویزیونی
| سال  | نام مجموعه                   | کارگردان          |
| ---- | ---------------------------- | ----------------- |
| ۱۳۸۳ | روشنایی‌های شهر               | مسعود کرامتی      |
| ۱۳۸۴ | رو به آسمان                  | بیژن میرباقری     |
| ۱۳۸۴ | و خداوند عشق را آفرید        | مسعود شاه‌محمدی    |
| ۱۳۸۶ | معصومه                       | سید محسن یوسفی    |
| ۱۳۸۷ | کارآگاهان                    | حمید لبخنده       |
| ۱۳۸۸ | شاید برای شما هم اتفاق بیفتد | راما قویدل        |
| ۱۳۹۰ | تا ثریا                      | سیروس مقدم        |
| ۱۳۹۰ | سی امین روز                  | جواد افشار        |
| ۱۳۹۲ | پایتخت ۲                     | سیروس مقدم        |
| ۱۳۹۲ | در آغاز یک روز               | بهرام توکلی       |
| ۱۳۹۳ | پایتخت ۳                     | سیروس مقدم        |
| ۱۳۹۴ | پایتخت ۴                     | سیروس مقدم        |
| ۱۳۹۵ | قرعه                         | برزو نیک‌نژاد      |
| ۱۳۹۷ | پایتخت ۵                     | سیروس مقدم        |
| ۱۳۹۸ | وقت صبح                      | جواد میرزاآقازاده |
| ۱۳۹۹ | پایتخت ۶                     | سیروس مقدم        |
| ۱۴۰۰ | زیرخاکی ۲                    | جلیل سامان        |
| ۱۴۰۱ | زیرخاکی ۳                    | جلیل سامان        |
| ۱۴۰۳ | پایتخت ۷                     | سیروس مقدم        |

### نمایش خانگی
| سال  | نام مجموعه   | کارگردان     |
| ---- | ------------ | ------------ |
| ۱۴۰۱ | بی گناه      | مهران احمدی  |
| ۱۴۰۳ | در انتهای شب | آیدا پناهنده |
| ۱۴۰۳ | تاسیان       | تینا پاکروان |

### دستیار کارگردان
- نمایش «سکوت» حسین مهکام، تئاتر شهر، تالار سایه؛ ۱۳۸۵
- نمایش «اتاق رؤیا» افروز فروزند، تئاتر شهر، تالار نو؛ ۱۳۸۲

### تئاتر
- نمایش «مادر» رضااحمدی؛ تئاتر مستقل تهران؛ ۱۳۹۸
- نمایش «پدر» رضااحمدی؛ تئاتر مستقل تهران؛ ۱۳۹۸
- نمایش «من خیال تو نیستم» حمید شریف‌زاده؛ جشنواره مقاومت، چهارسو؛ ۱۳۹۲
- نمایش «خداحافظی نکن»  مسعود طیبی؛ کارگاه نمایش؛ ۱۳۹۰
- نمایش «لابی» بیتا الهیان، جشنواره بانو. کارگاه نمایش؛ ۱۳۸۹
- نمایش «راز ماهی آکواریوم آقای ژان» احمد ایرانی خواه، جشنواره رضوی. قشقایی؛ ۱۳۸۷
- نمایش «جنایات قلب» بیتا الهیان، جشنواره بانو. حوزه هنری؛ ۱۳۸۷
- نمایش «دو دلقک و نصفی» وحید آقاپور، جشنواره فجر. تالار مولوی-اصلی؛ ۱۳۸۵
- نمایش «خانه پدری» هومن برق‌نورد، فرهنگسرای بهمن ـ خانه نمایش؛ ۱۳۸۶
- نمایش «کاکتوس» مسعود طیبی؛ تالار مولوی؛ ۱۳۸۷
- نمایش «تنها راه ممکن» محمد یعقوبی، تئاترشهر، تالار سایه؛ ۱۳۸۴
- نمایش «فاخته‌ها» محمد محمود سلطانی، تالار مولوی؛ ۱۳۸۴
- نمایش «نجواهای نانوشته» نرگس هاشم‌پور، تئاترشهر، تالار سایه؛ ۱۳۸۳
- نمایش «قهوه تلخ» شبنم طلوعی تئاترشهر، تالار سایه؛ ۱۳۸۲

- نمایش کمدی  «پستچی»شهرام شاه حسینی امارات دبی 1403

### نمایش‌نامه خوانی
- از بیت‌المقدس تا اریحا -بیتا الهیان- تالار حافظ ۱۳۹۲
- روایت‌های ساده از زندگی روزمره -پیروز کرمی- پارین ۱۳۹۱

## جوایز

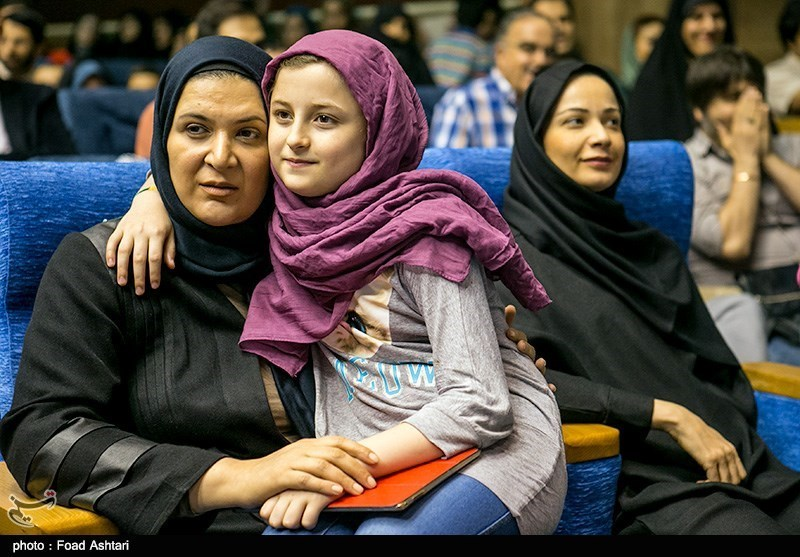
نسرین نصرتی، سارا فرقانی و ریما رامین‌فر در مراسم تقدیر از عوامل سریال پایتخت ۴، شهریور ۱۳۹۴

- تندیس بهترین کمدین بازیگر زن شانزدهمین جشن حافظ
- [۳]زندگی